# 奈良市立伏見南小学校
奈良市立伏見南小学校（ならしりつ ふしみみなみしょうがっこう）は、奈良県奈良市宝来五丁目にある公立小学校。

## 沿革
- 1984年（昭和59年）4月1日 - 開校。

## 通学区域
- 五条一丁目、五条畑一丁目、五条畑二丁目、中町の一部、平松一丁目、平松二丁目、平松三丁目、平松四丁目、平松五丁目、宝来一丁目、宝来二丁目、宝来三丁目、宝来四丁目、宝来五丁目[1]

※卒業後は基本的に奈良市立京西中学校に進学する。

## 通学区域が隣接している学校
- 奈良市立六条小学校
- 奈良市立富雄南小学校
- 奈良市立伏見小学校
- 奈良市立都跡小学校